# Résolution 800 du Conseil de sécurité des Nations unies
Membres permanents
- Chine
- États-Unis
- France
- Royaume-Uni
- Russie

Membres non permanents
- Brésil
- Cap-Vert
- Djibouti
- Espagne
- Hongrie
- Japon
- Maroc
- Nouvelle-Zélande
- Pakistan
- Venezuela

Résolution no 799 Résolution no 801
La Résolution 800 est une résolution du Conseil de sécurité des Nations unies adoptée le 8 janvier 1993, dans sa 3157e séance, concernant la Slovaquie et qui recommande à l'Assemblée générale des Nations unies d'admettre ce pays comme nouveau membre.

## Vote
La résolution a été approuvée sans vote.

## Contexte historique
La République slovaque naît formellement le 1er janvier 1969 de la fédéralisation de la Tchécoslovaquie.
Elle est indépendante depuis le 1er janvier 1993 à l'occasion de la scission de la République fédérale tchèque et slovaque, dernière forme de gouvernement de la Tchécoslovaquie.
À la suite de cette résolution ce pays est admis à l'ONU le 19 janvier 1993 ,

## Texte
- Résolution 800 Sur fr.wikisource.org
- Résolution 800 Sur en.wikisource.org